# Anthomastus hicksoni
Anthomastus hicksoni is een zachte koraalsoort uit de familie Alcyoniidae. De koraalsoort komt uit het geslacht Anthomastus. Anthomastus hicksoni werd in 1938 voor het eerst wetenschappelijk beschreven door Bock. 